# Rienał Ganiejew
Rienał Ramilewicz Ganiejew (ros. Ренал Рамилевич Ганеев; ur. 13 stycznia 1985 w Ufie) – rosyjski szermierz, florecista, brązowy medalista olimpijski i dwukrotny medalista mistrzostw świata.
Podczas igrzysk olimpijskich w Atenach w 2004 roku reprezentacja Rosji w składzie: Rienał Ganiejew, Jurij Mołczan, Rusłan Nasibullin i Wiaczesław Pozdniakow zdobyła brązowy medal w rywalizacji drużynowej. Parę dni wcześniej zajął czwartą pozycję w rywalizacji indywidualnej, przegrywając walkę o brązowy medal z Włochem Andreą Cassarą 12:15. Brał też udział w igrzyskach olimpijskich w Londynie w 2012 roku, gdzie zajął piąte miejsce drużynowo i siedemnaste indywidualnie.
Na mistrzostwach świata w Antalyi w 2009 roku razem z Aleksandrem Stukalinem, Artiomem Siedowem i Aleksiejem Chowanskim zdobył drużynowo brązowy medal. W tej samej konkurencji, wspólnie z Arturem Achmatchuzinem, Aleksiejem Czeriemisinowem i Dmitrijem Riginem, wywalczył też srebrny medal podczas mistrzostw świata w Moskwie w 2015 roku.
Wielokrotnie zdobywał medale mistrzostw Europy, w tym złoty drużynowo oraz srebrny indywidualnie na mistrzostwach Europy w Kopenhadze w 2004 roku.